# Amt Barop
| Amt in Preußen     | Amt in Preußen                         |
| ------------------ | -------------------------------------- |
| Name               | Barop                                  |
| Bestandszeitraum   | 1874–1929                              |
| Provinz            | Westfalen                              |
| Regierungsbezirk   | Arnsberg                               |
| Landkreis          | Dortmund (1874–1887) Hörde (1887–1929) |
| Fläche             | 12,37 km² (1910)                       |
| Einwohner          | 10.545 (1910)                          |
| Bevölkerungsdichte | 852 Einw./km² (1910)                   |
| Gemeinden          | 12 (1874) 1 (1929)                     |

Das Amt Barop war von 1874 bis 1929 ein Amt im Landkreis Dortmund und im Landkreis Hörde in der preußischen Provinz Westfalen. Das Gebiet des ehemaligen Amtes gehört heute zur Stadt Dortmund.

## Geschichte

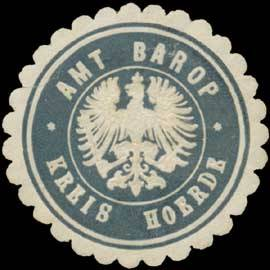
Siegelmarke Amt Barop

Am 19. Juni 1874 wurde im Landkreis Dortmund aus den Gemeinden Barop, Hacheney, Kirchhörde, Lücklemberg, Niederhofen, Wellinghofen und Wichlinghofen des Amtes Hörde sowie aus den Gemeinden Eichlinghofen, Menglinghausen, Persebeck, Rüdinghausen und Salingen des Amtes Lütgendortmund das neue Amt Barop gebildet. Das Amt Barop umfasste somit anfänglich zwölf Gemeinden:
| - Barop - Eichlinghofen - Hacheney - Kirchhörde - Lücklemberg - Menglinghausen | - Niederhofen - Persebeck - Rüdinghausen - Salingen - Wellinghofen - Wichlinghofen |

Das Amtshaus befand sich Am Spörkel Ecke Amtsberg.
Das Amt Barop kam am 1. April 1887 zum neuen Kreis Hörde, der wegen des starken Bevölkerungswachstums im Ruhrgebiet vom Landkreis Dortmund abgetrennt wurde.
Am 1. Juli 1888 schieden Hacheney, Lücklemberg, Niederhofen, Wellinghofen und Wichlinghofen aus dem Amt Barop aus und bildeten das neue Amt Wellinghofen. Gleichzeitig schieden auch Kirchhörde und Rüdinghausen aus dem Amt aus und bildeten das neue Amt Kirchhörde.
Das neue Baroper Amtshaus wurde in der heutigen Baroper Bahnhofstraße Ecke Thieheuerstraße errichtet.
1921 wurden Eichlinghofen, Menglinghausen, Persebeck und Salingen nach Barop eingemeindet. Das Amt Barop bestand seitdem nur noch aus der Gemeinde Barop.
Am 1. August 1929 wurden der Landkreis Hörde und das Amt Barop durch das Gesetz über die kommunale Neugliederung des rheinisch-westfälischen Industriegebiets aufgelöst. Die Gemeinde Barop wurde nach Dortmund eingemeindet.

## Einwohnerentwicklung
| Jahr | Einwohner | Quelle |
| ---- | --------- | ------ |
| 1885 | 22.821    | [ 4 ]  |
|      |           |        |
| 1895 | 07.396    | [ 5 ]  |
| 1910 | 10.545    | [ 6 ]  |

Das Amt wurde 1888 verkleinert.